# Хутір Надія (парк)
«Хутір Надія» — парк-пам'ятка садово-паркового мистецтва загальнодержавного значення в Україні. Розташований у межах Кропивницького району Кіровоградській області, біля села Миколаївка, на  правому березі річки Сугоклія-Комишувата. 
Площа парку 10 га. Статус надано згідно з Постановою Колегії Держкомітету УРСР по охороні природи № 15 від 30.07.75 року. Перебуває у віданні Кіровоградського обласного краєзнавчого музею. 

## З історії формування

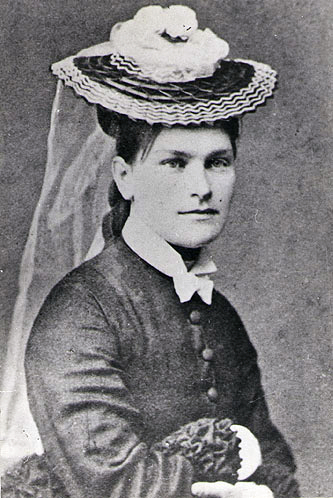
Надія Тобілевич

1871 року дружина українського письменника, драматурга, актора, ерудита Івана Карповича Карпенко-Карого (Тобілевича) Тарковська Надія Карлівна успадкувала земельну ділянку, якою почав опікуватись батько драматурга Карпо Адамович Тобілевич. На спомин про дружину, яка померла 1880 року, Іван Карпович дав назву хутору. 
Спочатку родина Тобілевичів вела тут скромне власне господарство. Після повернення з 3-річного політичного заслання навесні 1887 року і перебуваючи ще два роки під наглядом поліції, Іван Карпович оселяється на хуторі й намагається здійснити власну давню мрію — перетворити куточок рідної природи на, за його власним висловом, «оазу в степу». Саме цей період можна вважати початком зародження парку. 
Парк сплановано так, щоб, гуляючи по ньому, людина постійно перебувала в просторі, який утворювали калинова алея, алея з порічок, алея з дубів. Функціональні зони, сформовані групами рослин, змінювали одна одну. 
Парк та державний музей-заповідник Івана Карпенка-Карого (Тобілевича) Хутір Надія мають завдячувати своїм існуванням онукові Івана Карпенка-Карого Андрію Юрійовичу. Серед тих, хто допомагав йому долати бюрократичні перепони,— Іван Козловський, Максим Рильський та Арсеній Тарковський.

## Розташування
Парк розташований поблизу сіл Миколаївка та Шевченково, за 20 км від Кропивницького, за 7 км на південний схід від залізничної станції Шостаківка і за 2 км на захід від автостради Полтава — Кишинів.
Парк «Хутір Надія» розташовується на території Кропивницького (Середньоінгульського) геоботанічного району багаторізнотравно-типчаковоковилових та рослинності гранітних відслонень. У «Хуторі Надія» завдяки тому, що навколо садиби створені захисні смуги з тополі чорної, одним з основних типів ландшафтів став регулярний. Садиба розташована поблизу заплави річечки, тому лучні ландшафти займають майже чверть озелененої площі. Лісовий, парковий та садовий ландшафти мають майже однакові площі.

## Об'єкти парку

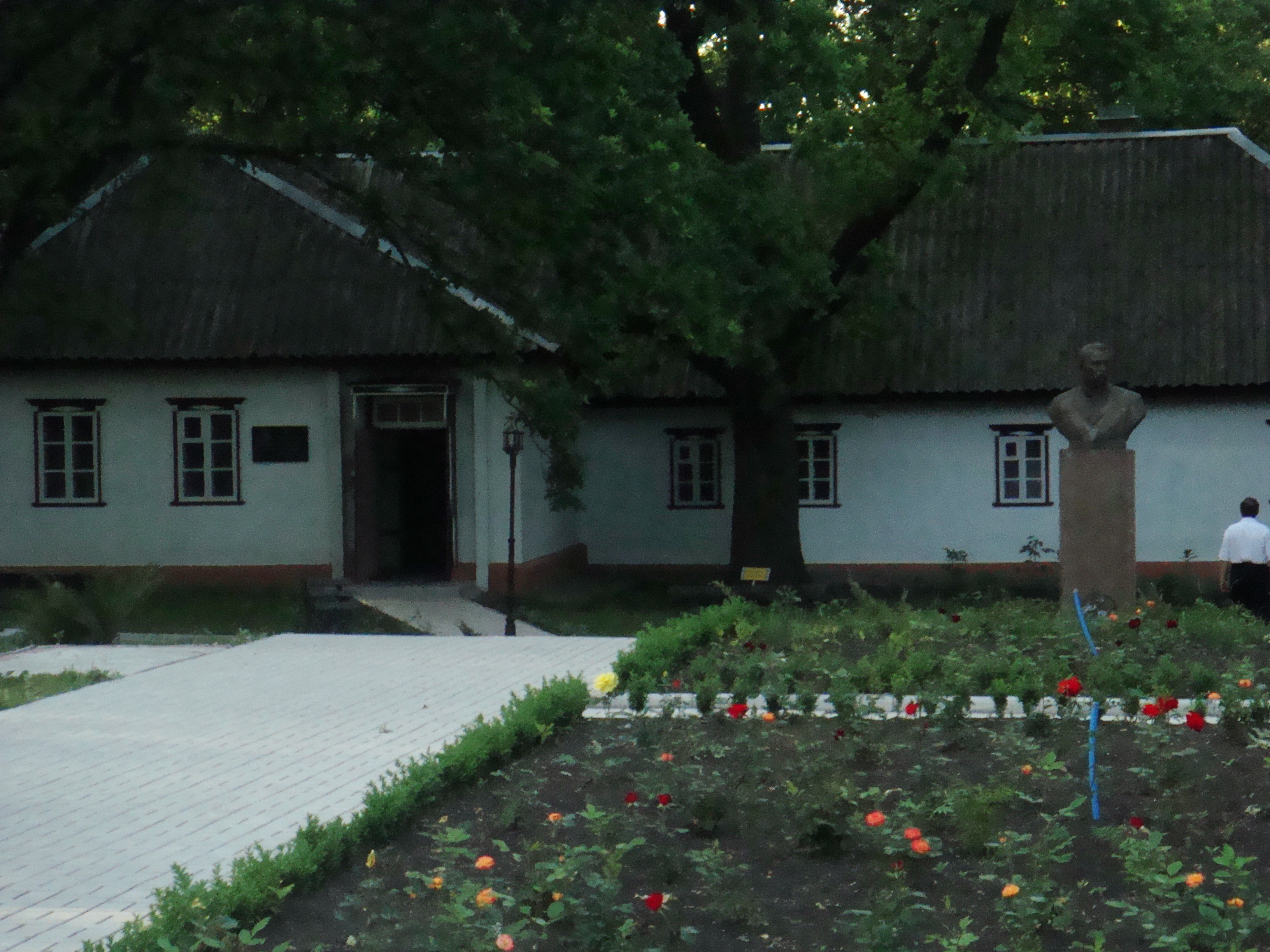
Будинок та пам'ятник-бюст I. Карпенко-Карого
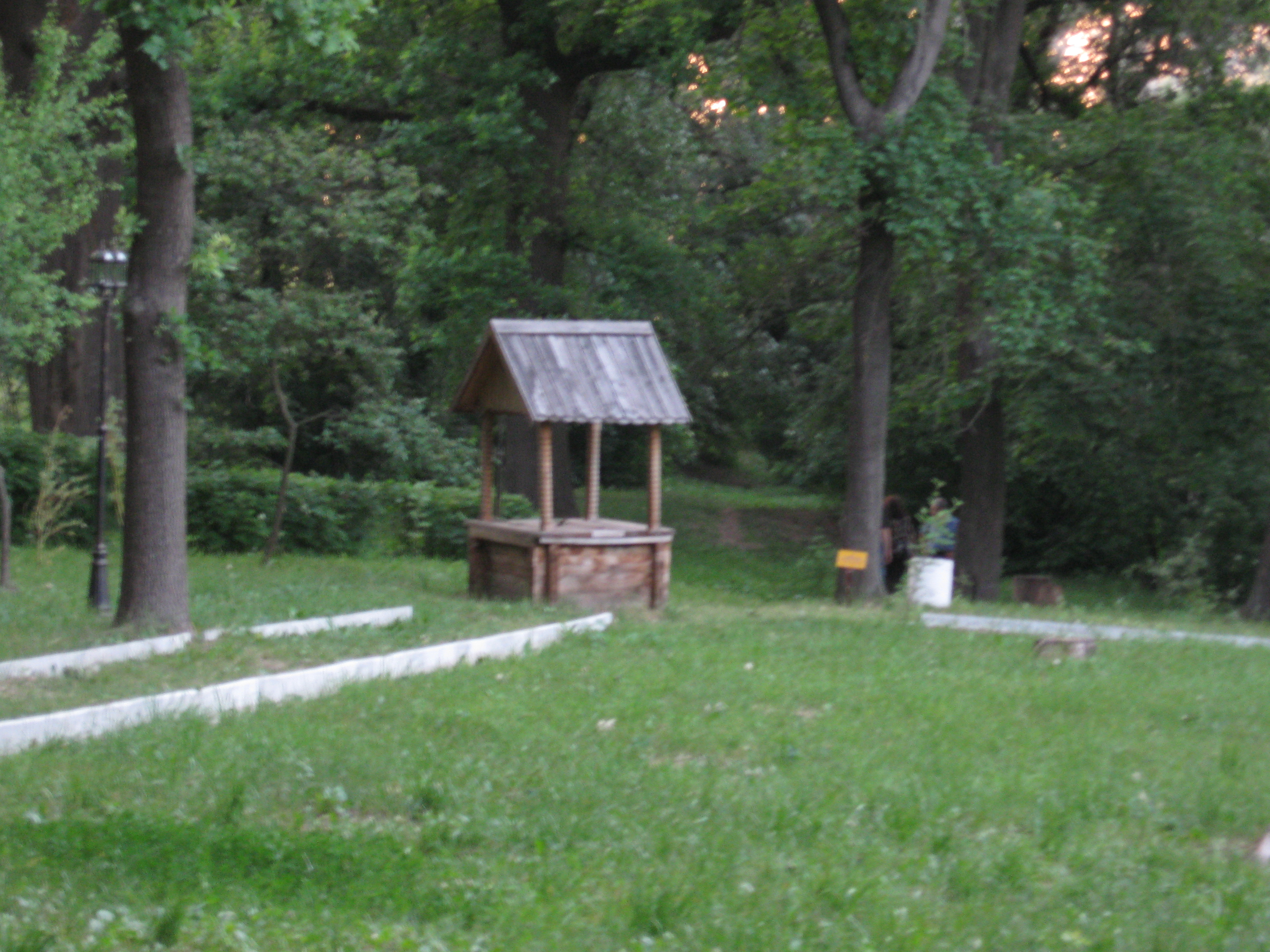
Стара чумацька криниця
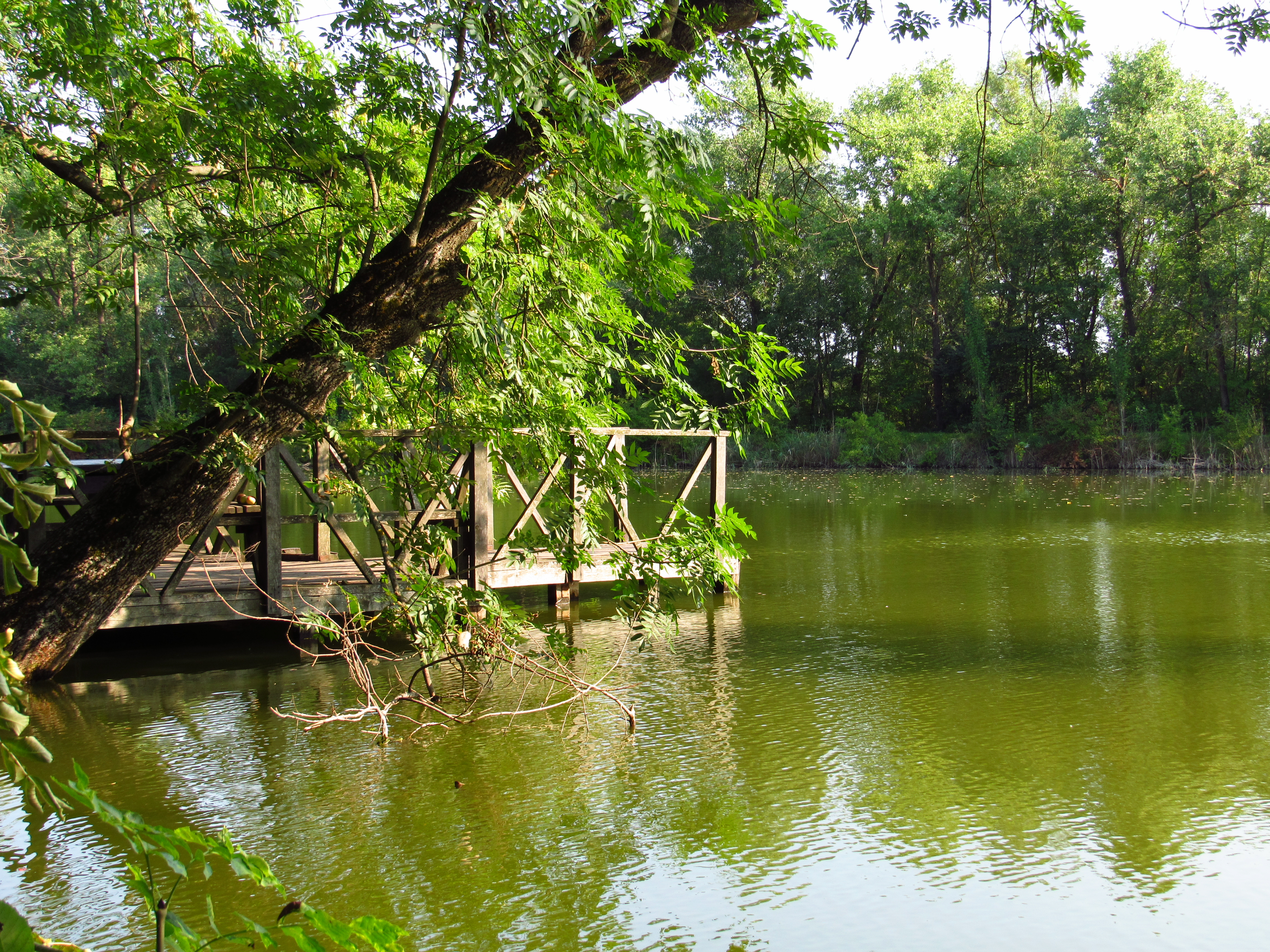
Парковий став
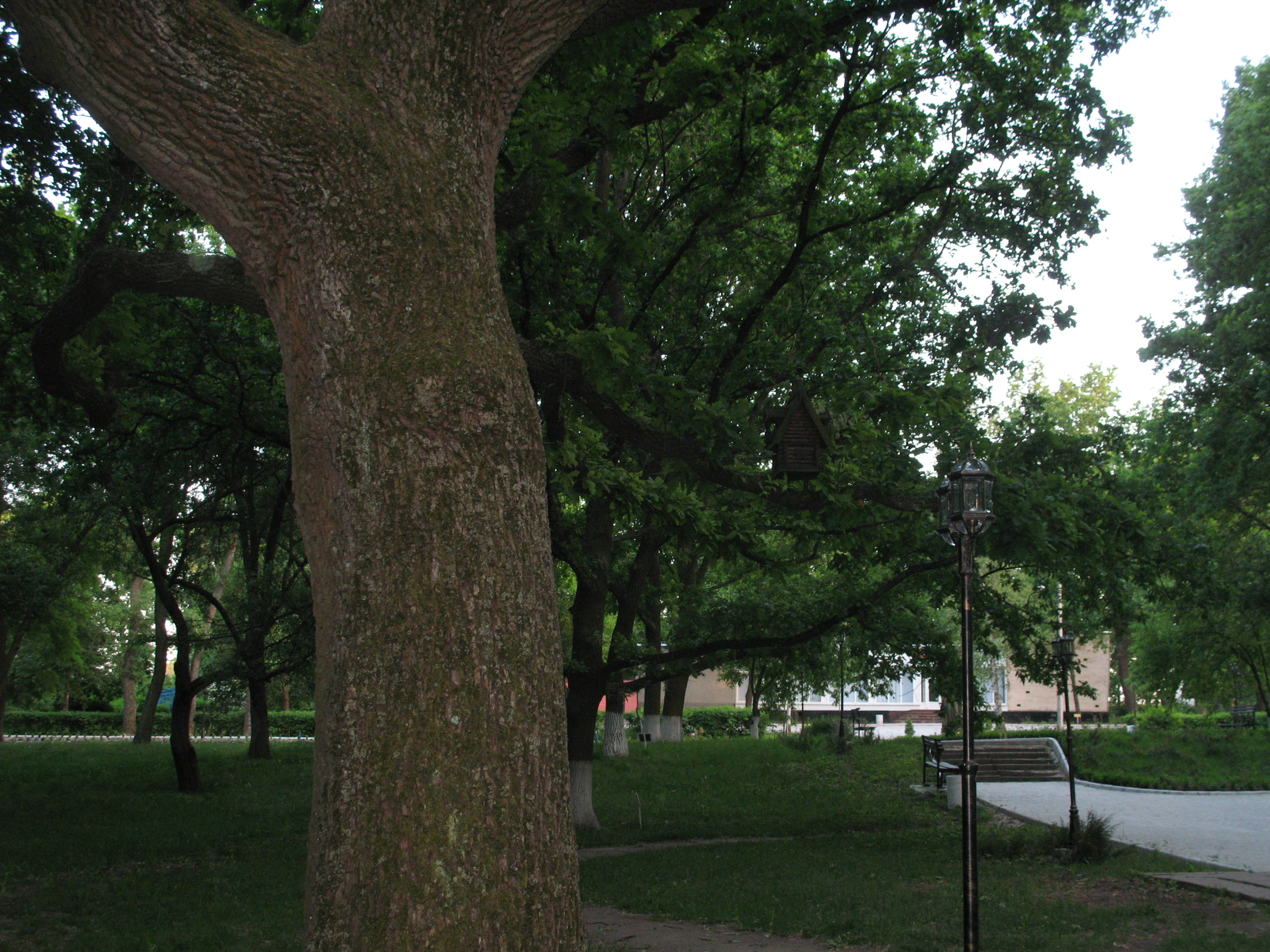
В затінку алей парку
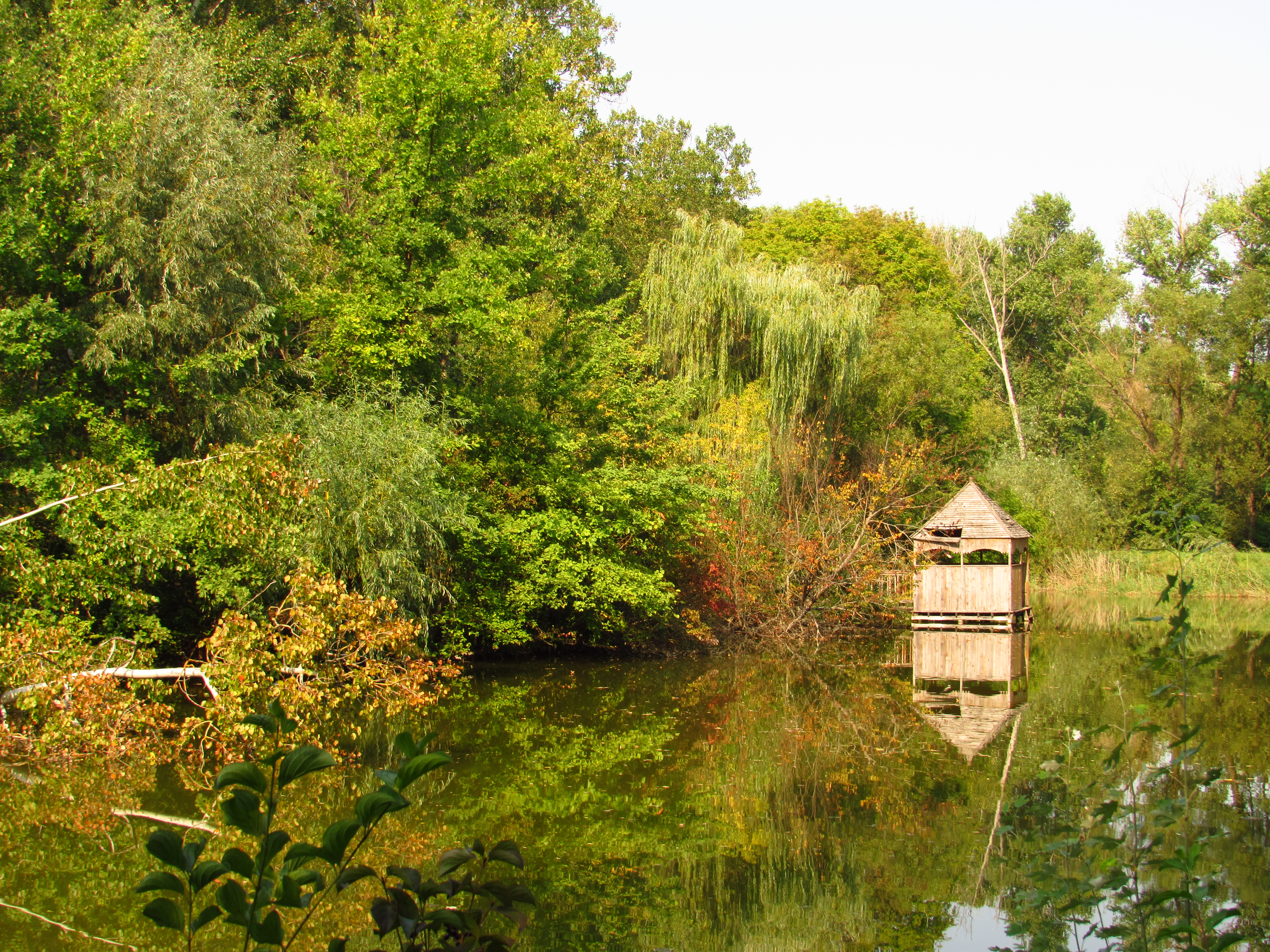
Біля паркового ставу

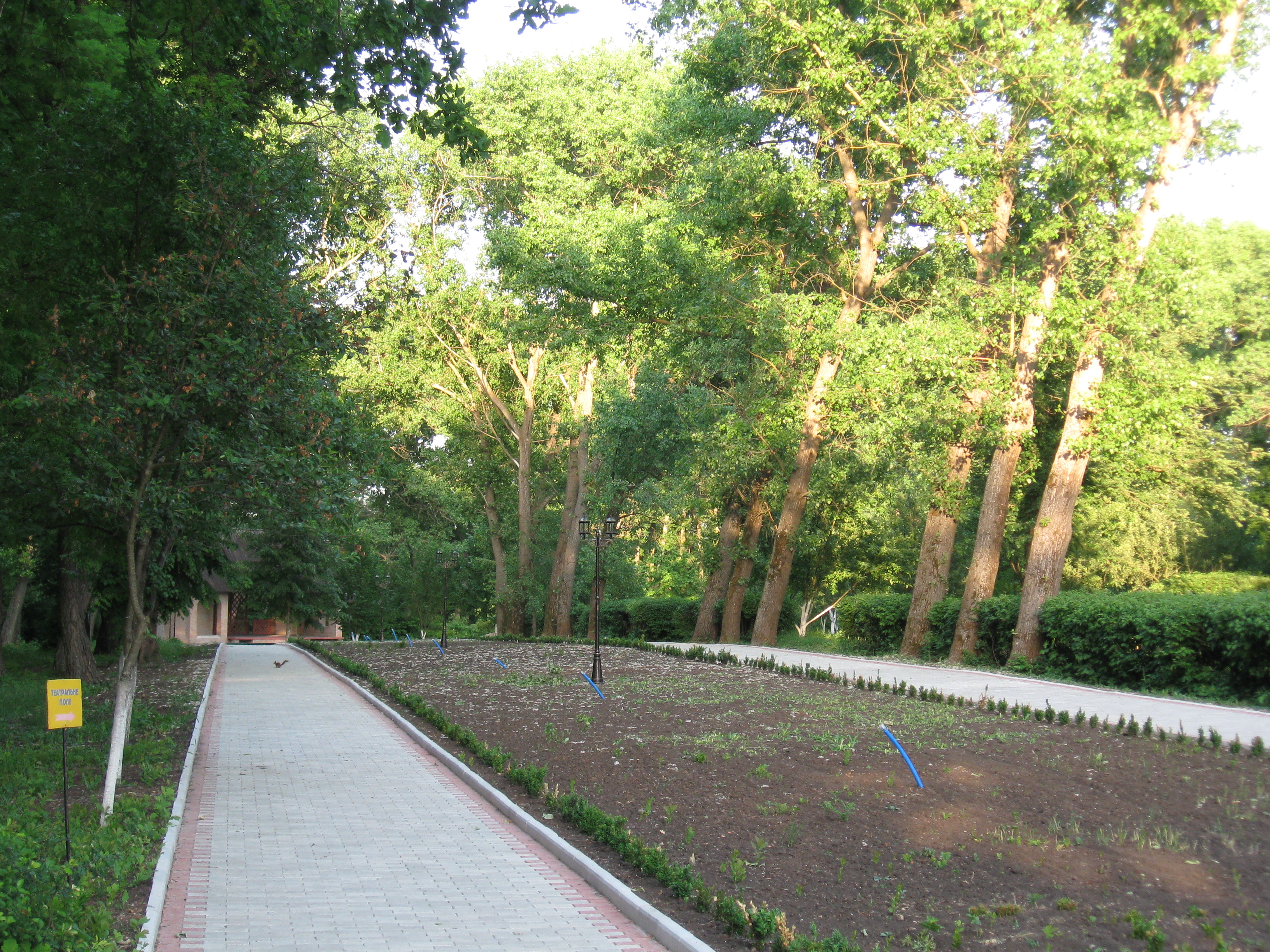
Алея, що веде до «Театрального поля»

Ландшафтний план парку «Хутір Надія». Типи садово-паркових ландшафтів: 1 — лісовий (1,1 га, 15,7% від озелененої площі), 2 — парковий (1,0 га, 14,3%), 3 — лучний (1,8 га, 25,7%), 4 — садовий (1,3 га, 18,6%), 5 — регулярний та його елементи (1,8 га, 25,7%).

Планування та рельєф парку «Хутір Надія»: 1 — батьківська хата, 2 — будинок І. К. Карпенка-Карого, 3 — льох, 4 — жіноча купальня, 5 — чоловіча купальня, 6 — козацька криниця, 7 — джерело, 8 — головний вхід в садибу, 9 — альтанка, 10 — будинок творчості, 11 — літня кухня, 12 — пам'ятник І. К. Карпенку-Карому, 13 — літературний музей, 14 — літній театр, 15 — комора, 16 — гараж, 17 — криниця, 18 — Калинова алея.

За історичними відомостями всі насадження парку мають штучне походження. Справжня окраса хутора — столітні могутні дуби, що вражають своєю кремезністю та міццю. Іван Карпович просто «захворів» ідеєю посадити дубову алею, а щоб було це не лише його справою, пропонував кожному своєму гостю посадити дерево. Свого часу Микола Садовський, Панас Саксаганський, Михайло Старицький, Марко Кропивницький, Максим Рильський та багато інших, хто відпочивав душею на хуторі, висадили кожен по дубку, а тепер ця прекрасна тіниста алея (всього 95 дубів) — нагадування про тих, хто бував у цьому благодатному місці. 

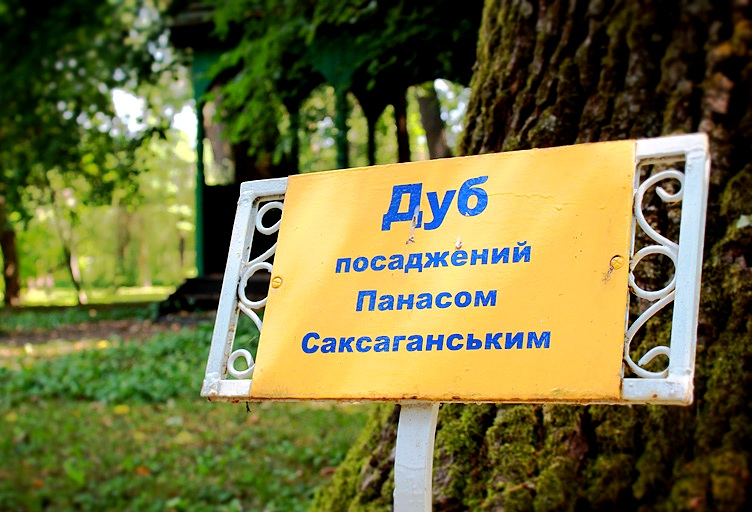

Збереглося багато унікальних меморіальних дерев. Серед них посаджені батьком І.К. Карпенка-Карого Карпом Адамовичем Тобілевичем «Батьків дуб» (D=88 CM, Н=24 м) і «Татові верби» (D=140 CM, нині верхівка верби зламана, дерево всихає); порічки, які посадив сам Іван Карпович; дуб звичайний «Маріїн» (D=76 CM, Н=24 м), посаджений М. К. Заньковецькою. Сьогодні дуб, який посадив Микола Карпович, ніжно обіймає гіллям віти «Маріїного дуба». «Маркові дуби» (у одного D=80 CM, Н=25 м, у другого D=100 см, Н=26 м), які посадив Марко Кропивницький; дуб (D=100 CM, Н=26 м), який посадив Микола Садовський; Риндиччин дуб (D=90 CM, Н=26 м), який посадила Затиркевич-Карпинська Ганна Петрівна; дуб «Панас» (D=90 см, Н=25 м), посаджений Панасом Саксаганським, дуб звичайний «Moвa» (D=94 см, Н=26 м), який посадив Денис Мова (Петров). На вході до садиби ростуть старі «Дуби вартові» (в одного D=120 см, Н=25 м, у другого D=130 см, Н=25 м), є старий дуб з D=84 см, Н=25 м. Зі старих дерев слід назвати також тополю чорну «Отаман» (D=200 CM, Н=28 м), гледичію звичайну «Дочки» (має 2 стовбури з D=64 CM, Н=28 м), грушу лісову (D=76 CM, H=16 м). Крім перелічених є також старі ясени звичайні, в'язи гладкі, клени гостролисті. Від калин, які дали назву Калиновій алеї, залишилась одна куртина, яку утворили кущі, що зростали з двох її боків. Під цими калинами можна побачити конвалії, вперше висаджені тут другою дружиною І. К. Карпенка-Карого — Софією Віталіївною уродженою Дітковською (1860—1953). Вони відтоді утворили стійку популяцію. На жаль, деякі меморіальні дерева з часом всохли, зокрема дуб «Соловейко» (мав D=86 CM, Н=24 м) та береза «Сестра» (мала D=52 CM, Н=20 м). Блискавкою спалило дерево Марії Садовської-Барілотті — сестри братів Тобілевичів, яка зовсім молодою померла прямо на сцені. З часом цінність цих посадок буде зростати. Але місця, де вони росли, точно відомі й є можливість здійснити відновлювальні посадки. 
Традиція посадки дерев видатними діячами, які відвідували парк, була продовжена після створення заповідника-музею. Цікаво, що й сьогодні відвідувачі музею «Хутір Надія» — відомі особистості — можуть посадити тут дубок. 
Нині степові простори Кропивниччини розорані. Тільки по балках і долинах є природні насадження із дуба звичайного, липи серцелистої, клена польового, груші лісової, клена татарського, глоду, калини гордовини, жостеру проносного, скумпії тощо. Лучна рослинність трапляється на днищах балок і берегах балок, переважають різнотравно-пирієві луки. 
В насадженнях «Хутора Надія» налічується 37 видів дерев та кущів: 26 видів — дерева, 11 — кущі з 32 родів 21 родини. Серед них є типові верби білі та верби білі «жовті плакучі». Хвойних дерев у парку немає. 
Вода зі старої чумацької криниці може по праву називатися столово-мінеральною.